# Stadtwerke Bayreuth
Die Stadtwerke Bayreuth Holding GmbH ist ein kommunales Versorgungs- und Dienstleistungsunternehmen, zu hundert Prozent im Besitz der Stadt Bayreuth. Mit ihren Tochterunternehmen Stadtwerke Bayreuth Energie und Wasser GmbH und Stadtwerke Bayreuth Verkehr und Bäder GmbH sind die Stadtwerke Bayreuth zuständig für die Strom-, Erdgas-, Fernwärme- und Trinkwasserversorgung, den öffentlichen Nahverkehr, für mehrere Parkeinrichtungen und für den Betrieb von Bädern in Bayreuth. Außerdem bieten die Stadtwerke Bayreuth Telekommunikations- und Contracting-Dienstleistungen an.

## Vorgeschichte

Die Herzogmühle um 1900

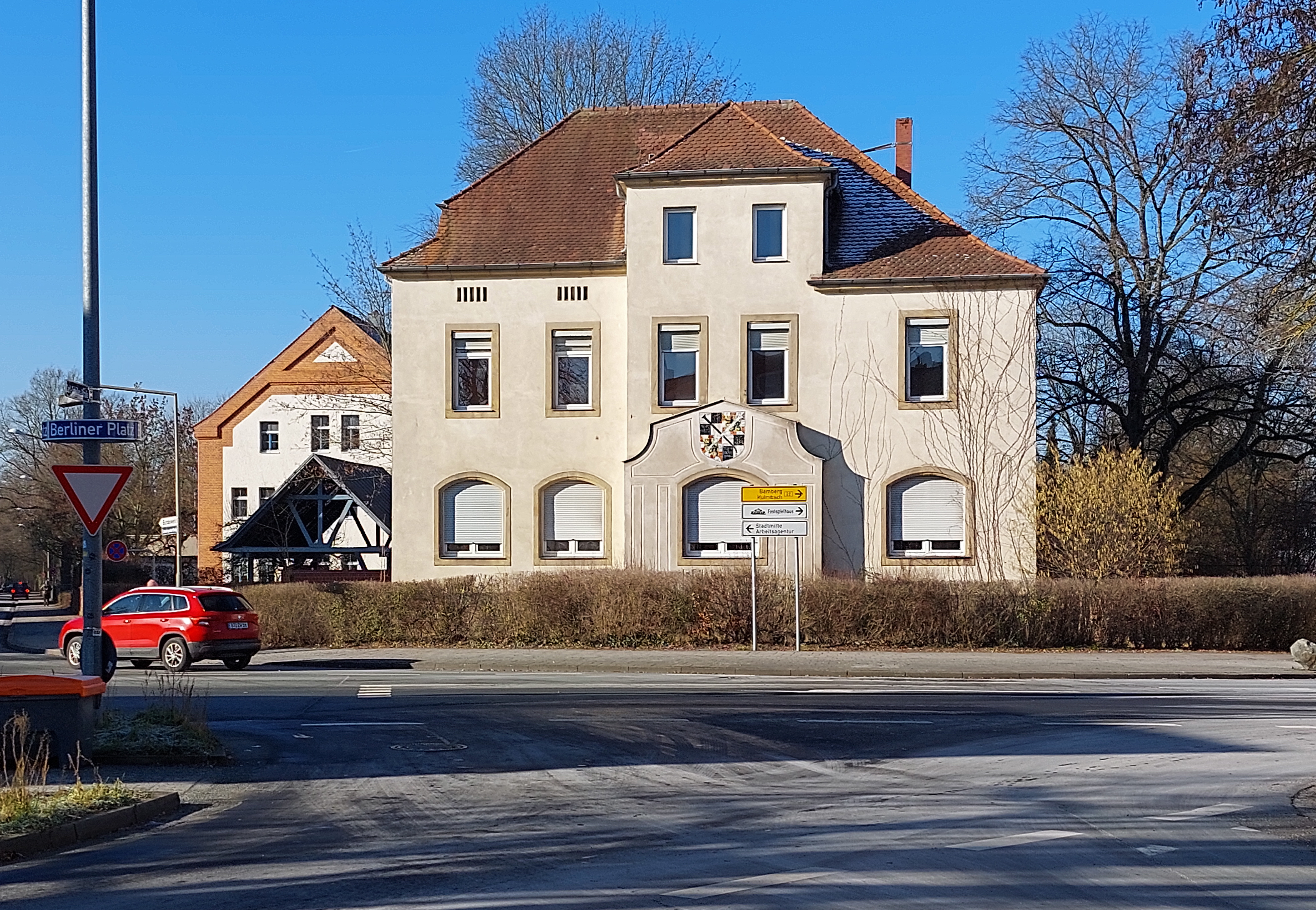
Verwaltungsgebäude des zweiten städtischen Elektrizitätswerks von 1909

Anfang des 17. Jahrhunderts wurde die erste städtische Wasserleitung gebaut. Die Quellfassung wurde 1611 fertiggestellt, das Wasser floss in hölzernen Rohren vom Oberen Quellhof beim Röhrensee in zunächst vier Brunnen der Stadt. Erstmals Wasser aus dem Fichtelgebirge brachte eine 1908 in Betrieb genommene Leitung.
In den Jahren 1852/1853 wurde neben der Ziegelhütte südlich des Hofgartens von einer Aktiengesellschaft eine Gasfabrik errichtet. Sie verarbeitete zunächst Holz und ab 1864 Steinkohle. 1890 wurde die Anlage von der Stadt übernommen. Am 30. April 1853 wurden die ersten Gaslaternen der Stadt angezündet.
Die erste elektrische Straßenbeleuchtung wurde versuchsweise 1887 und dauerhaft 1893 installiert. Den Strom lieferte das Pumpwerk im C’est-bon-Tal am südlichen Ende des Röhrensees. Im Jahr 1900 ging in der Herzogmühle das erste städtische Elektrizitätswerk in Betrieb, 1901 verkaufte der letzte Müller das Anwesen an die Stadt Bayreuth. Am 20. Dezember 1909 wurde ein Elektrizitätswerk an der Herzstraße (heutige Eduard-Bayerlein-Straße) in Betrieb genommen, das statt mit Wasserkraft mit Dampfkesseln arbeitete. Den Strom lieferten zwei Dampfmaschinen der Maschinenfabrik Augsburg-Nürnberg.

## Geschichte
Die Stadtwerke Bayreuth wurden 1939 als Zusammenschluss der bereits länger bestehenden Betriebe Elektrizitätswerk, Gaswerk, Wasserwerk und Verkehrsbetrieb gegründet. Während der Kriegsjahre ließ ihr Oberinspektor auftragsgemäß Pamphlete mit – häufig antisemitischer – Hetzpropaganda bei der wöchentlichen Lohnauszahlung in die Lohntüten legen.
Im Jahr 1951 wurde mit der Fränkischen Presse der erste Kunde mit Fernwärme beliefert.
1954 wurde die Umstellung von Gleichstrom auf Drehstrom abgeschlossen. Im Mai 1964 wurde unter dem Namen „Neue Schwimmanstalt“ das Kreuzsteinbad eröffnet. Das damals mit Sandstein gefasste Becken wurde mit dem Wasser aus dem Sendelbach befüllt. Im selben Jahr wurde auch das Freiluftbad Bürgerreuth von den Stadtwerken Bayreuth übernommen. 1968 begannen der Abbruch  des ehemaligen Gaswerks an der Birkenstraße und der Umbau des Geländes. Im Jahr darauf war dort das 2,2 Millionen Mark teuere neue Verwaltungsgebäude bezugsfertig. 1971 kamen das Werksgebäude und 1975 die Lagerhalle, in die das Elektrizitätswerk von der Eduard-Bayerlein-Straße verlagert wurde, hinzu.
1968 beglichen noch 56,8 Prozent der Bayreuther Haushalte ihre Rechnungen in bar. Damals gingen Inkassoboten der Stadtwerke von Haus zu Haus und kassierten die fälligen Beträge. Im Jahr darauf waren es bereits nur noch 42 Prozent, die auf diesem Weg zahlten. Der damalige Direktor der Stadtwerke Werner Spichal kündigte 1969 an, zum Jahresbeginn 1970 seien ausschließlich Überweisungen möglich.
1971 wurde die Gasversorgung von Stadtgas auf Erdgas umgestellt. Ende der 1970er Jahre wurde die Trinkwasserversorgung ausgebaut. Seit 1979 gehört zu den Stadtwerken Bayreuth auch der Bereich Parken. Ende Dezember 1991 wurde zwischen der Stadt und der Energieversorgung Oberfranken (EVO) ein Partnerschaftsvertrag besiegelt. Mit ihm wurde die Zuständigkeit für die Stromversorgung des gesamten Stadtgebiets bis 1997 auf die Stadtwerke übertragen.
1992 wurde die erste Photovoltaikanlage der Stadtwerke Bayreuth auf dem Schalthaus Mitte errichtet. 1996 wurden die Stadtwerke Bayreuth in eine privatrechtliche Rechtsform umgegründet: Die Stadtwerke Bayreuth Holding GmbH und deren Töchter BEW Bayreuther Energie- und Wasserversorgungs-GmbH und BVB Bayreuther Verkehrs- und Bäder-GmbH. 1996 wurde das Stadtbad Bayreuth nach der Sanierung wiedereröffnet. 1997 wurde die Gemeinde Heinersreuth an das Gasversorgungsnetz der Stadtwerke Bayreuth angeschlossen. 1999 wurde die Lohengrin Therme eingeweiht.
2007 eröffnete die neue ZOH (Zentrale Omnibushaltestelle) an der Kanalstraße mit fünfzehn Bussteigen für den Stadtverkehr und fünf für den Regionalverkehr sowie dem Kundencenter Verkehr. 2011 zog in das Gebäude an der ZOH auch das Kundencenter Energie & Wasser ein. 2014 wurde zusammen mit der Regensburger Energie- und Wasserversorgung AG & CO KG sowie der Bayernwerk Natur GmbH zehn Kilometer südlich von Bayreuth der Windpark Tannberg-Lindenhardt mit vier Windkraftanlagen und einer Gesamtleistung von zwölf Megawatt errichtet.
Seit 2015 treten alle Konzernbereiche wieder unter dem gemeinsamen Namen Stadtwerke Bayreuth auf. Die Tochtergesellschaften firmieren nun unter den Namen Stadtwerke Bayreuth Energie und Wasser GmbH, Stadtwerke Bayreuth Verkehr und Bäder GmbH und Stadtwerke Bayreuth Energiehandel GmbH.
Im Jahr 2025 soll die Verwaltung der Stadtwerke von der Birkenstraße in einen neuen Firmensitz an der Eduard-Bayerlein-Straße verlagert werden. Die vorgesehenen Baumaßnahmen sehen den Abbruch des alten Verwaltungsgebäudes des Elektrizitätswerks am Berliner Platz aus dem Jahr 1909 vor; das ehemalige Schalthaus an der Eduard-Bayerlein-Straße soll erhalten bleiben.

## Produkte

### Energie

#### Strom
Die Stadtwerke Bayreuth liefern über die Tochter Stadtwerke Bayreuth Energie und Wasser GmbH Strom an Kunden in Bayreuth und Umland. Seit 2015 erhalten alle Haushalts- und Gewerbekunden der Stadtwerke Bayreuth  Ökostrom. Der Strom stammt ausschließlich aus erneuerbaren Energiequellen und ist zertifiziert vom TÜV NORD.
Die Stadtwerke Bayreuth Energie und Wasser GmbH ist Stromnetzbetreiber in der Stadt Bayreuth sowie den Gemeinden Eckersdorf, Heinersreuth, Gesees, Haag, Mistelbach und Mistelgau. In ihrem Netzgebiet ist die Stadtwerke Bayreuth Energie und Wasser GmbH als Grundversorger festgestellt.

#### Gas
Die Stadtwerke Bayreuth liefern über die Tochter Stadtwerke Bayreuth Energie und Wasser GmbH Erdgas an Kunden in Bayreuth und Umland. Ab 1. Mai 2016 erhalten alle Haushalts- und Gewerbekunden der Stadtwerke Bayreuth Ökogas. Die CO2-Emissionen, die bei der Gasverbrennung entstehen, werden vollständig ausgeglichen. Dies geschieht über die Finanzierung verschiedener Klimaschutzprojekte in Schwellenländern und Entwicklungsländern. Klimaschutzprojekte, die von den Stadtwerken Bayreuth unterstützt werden, sind unter anderem Windkraft in Indien als Ersatz für Energie aus fossilen Brennstoffen und Biomasse zur Wärmeerzeugung in Bulgarien.
Das Ökogas der Stadtwerke Bayreuth ist vom TÜV NORD mit dem Siegel „Klimaneutrale Verbrennung“ zertifiziert.
Die Stadtwerke Bayreuth Energie und Wasser GmbH ist Gasnetzbetreiber in der Stadt Bayreuth sowie der Gemeinde Heinersreuth. In ihrem Netzgebiet ist die Stadtwerke Bayreuth Energie und Wasser GmbH als Grundversorger festgestellt.

#### Fernwärme
In den Heizkraftwerken (HKW) der Stadtwerke Bayreuth wird mittels Kraft-Wärme-Kopplung Strom und Wärme erzeugt. Die Wärme wird über Dampf- oder Heißwasserrohre an Kunden im Netzgebiet der Stadtwerke Bayreuth geliefert. Diese Energie wird zum Heizen oder Erwärmen von Brauchwasser verwendet.

#### Contracting
Für Gebäudeeigentümer, Hausverwaltungen oder Unternehmen bieten die Stadtwerke Bayreuth Contracting-Verträge an. Hierbei werden alle Leistungen  um die Heizwärme von den Stadtwerken übernommen: Sie finanzieren, bauen und betreiben die Heizanlagen in Gebäuden des Kunden. Bei Contracting-Verträgen kommen verschiedene Heiztechniken zum Einsatz, beispielsweise Erdgas-Brennwertheizungen, Blockheizkraftwerke, Pelletheizungen, Hackschnitzelheizungen oder die Kombination verschiedener Techniken.

#### Eigenerzeugung
Die Stadtwerke Bayreuth betreiben elf Blockheizkraftwerke in der Stadt Bayreuth und sind Anteilseigner des Windparks Tannberg-Lindenhardt südlich von Bayreuth. Außerdem unterhalten die Stadtwerke vier Photovoltaikanlagen. 2017 stellten die Anlagen der Stadtwerke Bayreuth rund 16.500 Megawattstunden Strom (+1.000 Prozent gegenüber 2010) her.

### Wasser

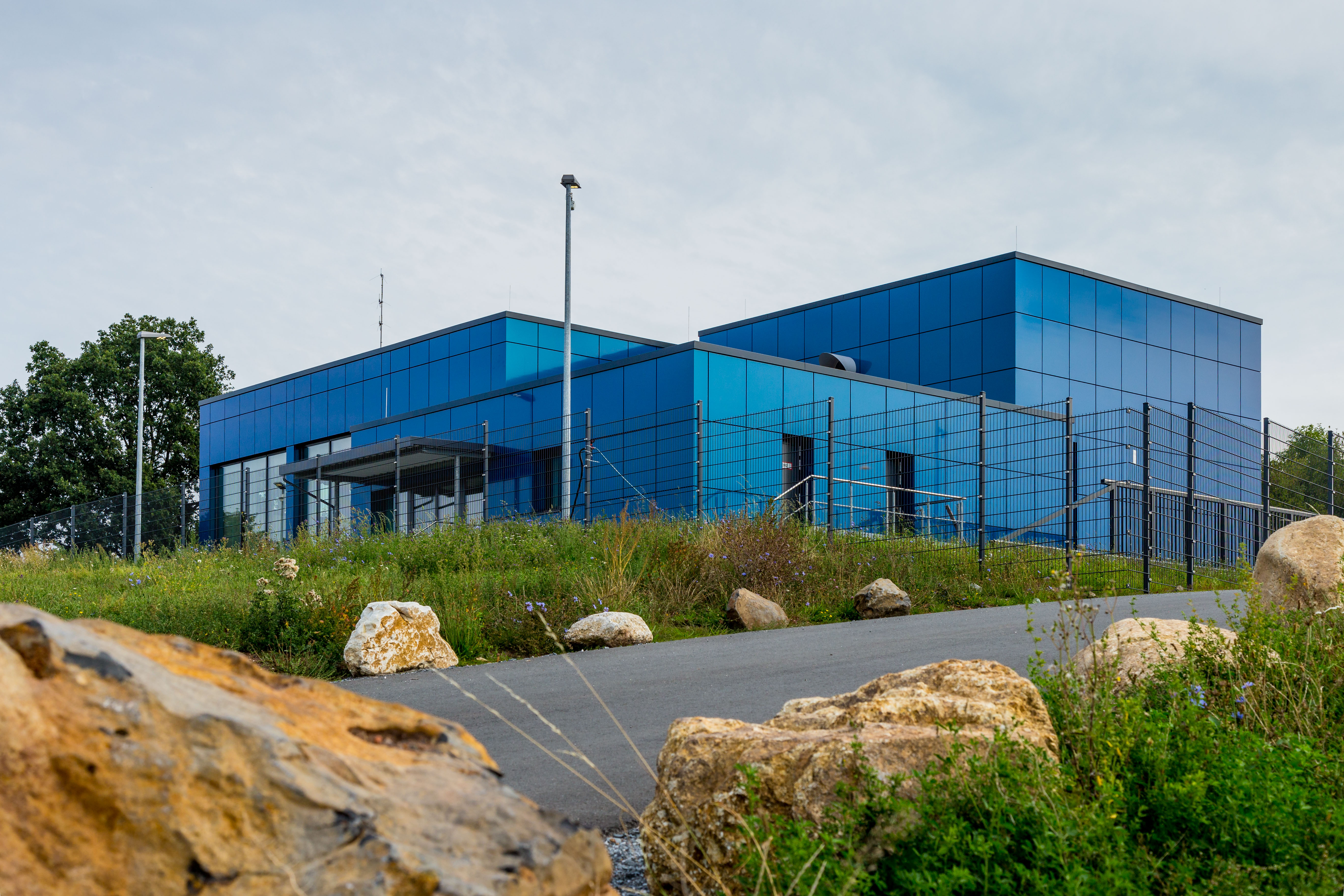
Wasserwerk Eichelberg

Die Stadtwerke Bayreuth versorgen das gesamte Bayreuther Stadtgebiet mit Wasser. Darüber hinaus werden Gemeindeteile von Heinersreuth, Gesees, Warmensteinach und Haag beliefert. Rund fünf Milliarden Liter braucht die Stadt pro Jahr. Die stammen zu einem Teil aus der Ködeltalsperre der Fernwasserversorgung Oberfranken, aus Quellfassungen im Fichtelgebirge und aus insgesamt vier östlich von Bayreuth gelegenen Brunnenfeldern mit insgesamt zwölf Tiefbrunnen. In den Wasserwerken auf dem Eichelberg, das zwischen 2017 und 2019 erneuert wurde, und im Löchleinstal bereiten die Stadtwerke das Rohwasser auf, indem es gefiltert und überschüssige Kohlensäure entfernt wird, und leiten es zu insgesamt drei Hochbehältern. Sie liegen auf den Anhöhen der Hohen Warte und dem Eichelberg. Dort können die Stadtwerke gut 24 Millionen Liter Trinkwasser zwischenspeichern. Durch den Höhenunterschied entsteht ein natürlicher Druck, der das Wasser ohne weitere Pumpen zu den Menschen in der Stadt fließen lässt. Lediglich für die höheren Lagen Bayreuths benötigen die Stadtwerke Bayreuth Pumpstationen. Insgesamt betreut das Unternehmen ein Rohrleitungsnetz mit einer Länge von 340 Kilometern. Die Qualität des Trinkwassers überprüfen zum einen Experten der Stadtwerke und zum anderen externe und speziell hierfür zugelassene Labore. Zwischen 2010 und 2019 haben die Stadtwerke Bayreuth rund 50 Millionen Euro in die Wasserversorgung gesteckt.
95 % des Trinkwassers in Bayreuth haben den Härtegrad „weich“, 5 % den Härtegrad „mittel“. Wasserhärte entsteht durch die im Wasser gelösten Calcium- und Magnesiumsalze. Als weich gilt Wasser, das weniger als 1,5 Millimol Calciumcarbonat pro Liter Wasser aufweist.

### Verkehr

#### Busverkehr

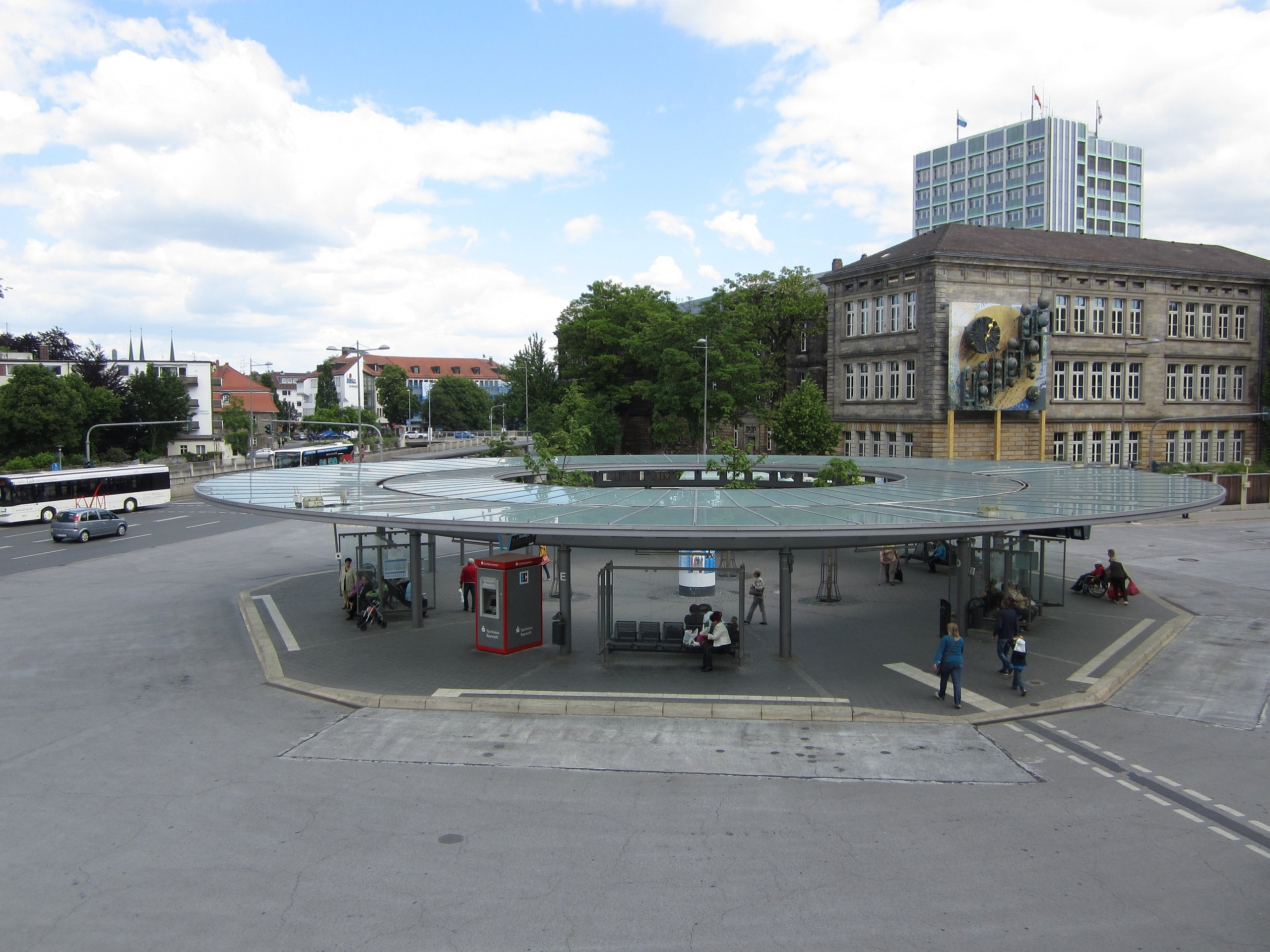
Mittelinsel der Zentralen Omnibushaltestelle (ZOH)

Die Stadtwerke Bayreuth Verkehr und Bäder GmbH betreibt den städtischen öffentlichen Personennahverkehr (ÖPNV) mit 23 Buslinien, wofür 35 eigene Busse und 18 Fahrzeuge von Subunternehmen eingesetzt werden. Das Busliniennetz wird zu Zeiten schwacher Nachfrage mit Anruf-Linien-Taxen ergänzt. Seit dem Beitritt von Stadt und Landkreis Bayreuth in den Verkehrsverbund Großraum Nürnberg zum 1. Januar 2010 gilt in Bayreuth der VGN-Tarif. Die Stadtwerke Bayreuth Verkehr und Bäder GmbH sind seit 2010 Gesellschafter der Verbundgesellschaft. In den Jahren 2013 bis 2018 erwirtschaftete der städtische Busverkehr durchschnittlich ein jährliches Minus von 2,7 Millionen Euro.
Montags bis freitags wurden 2019 tagsüber 16 Buslinien betrieben und 378 Fahrten durchgeführt. Nachts waren es 67 Fahrten auf 6 Linien, dazu kamen vier Anruf-Linien-Taxis. Tagsüber wurden samstags (210 Fahrten) und sonntags (109 Fahrten) je zwölf Linien bedient. Neben vier Anruf-Linien-Taxis waren an den Wochenenden in der Nebenverkehrszeit und nachts mit 88 (samstags) bzw. 86 (sonntags) Fahrten auf 6 Linien Busse unterwegs. Samstags wurden ca. 9600, sonntags im Durchschnitt 3150 Fahrgäste befördert.

#### Parkhäuser und Parkplätze
Die Stadtwerke Bayreuth betreiben im Stadtgebiet vier Parkeinrichtungen:
- Parkhaus Oberfrankenhalle/Sportpark, Albrecht-Dürer-Straße 2 a, mit 730 Stellplätzen
- Tiefgarage Rathaus/Kanalstraße, Kanalstraße 13, mit 200 Stellplätzen
- Tiefgarage Unteres Tor, Unteres Tor 8, mit 142 Stellplätzen
- Parkplatz Am Sendelbach, mit 97 Stellplätzen

Die Stadtwerke Bayreuth bieten auch Dauerparkplätze an.

#### E-Mobilität

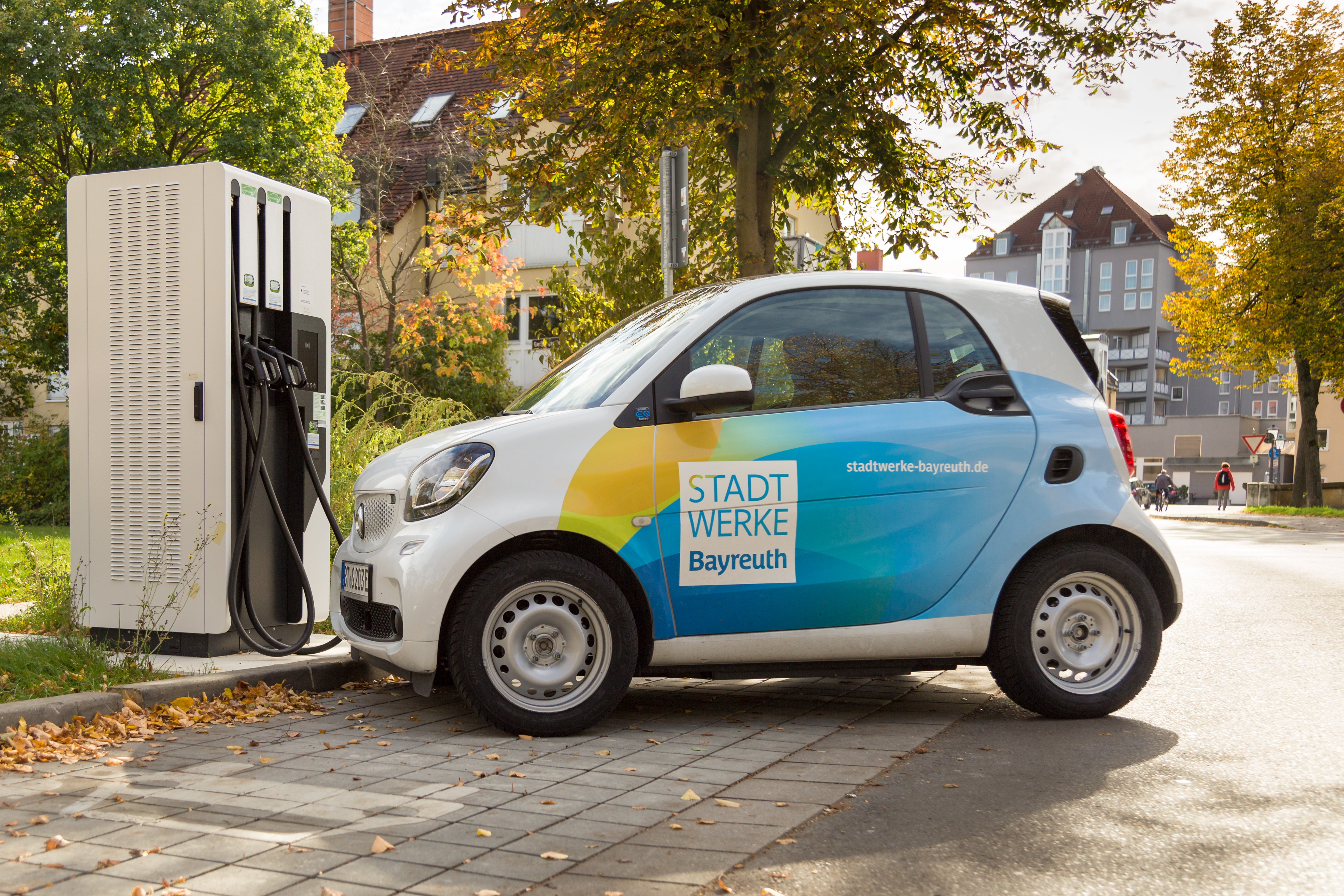
Schnelllader in der Straße Am Sendelbach

Die Stadtwerke Bayreuth betreiben im Stadtgebiet acht Ladestationen für E-Autos. Darunter befindet sich auch ein Schnelllader (Parkplatz Am Sendelbach), an dem mit einer Ladeleistung von bis zu 50 Kilowatt getankt werden kann. An den anderen sieben Ladesäulen steht eine Ladeleistung von bis zu 22 Kilowatt zur Verfügung – das ist genug Strom für eine Reichweite von rund 130 Kilometern. Alle Ladesäulen der Stadtwerke Bayreuth gehören dem Ladeverbund+ an. Über eine die App des Ladeverbunds können E-Autofahrer sehen, ob die gewünschte Ladesäule frei oder belegt ist. Auf Wunsch führt die Navigationsfunktion zum Ladestandort. Mit Auswahl eines Ladepunkts sieht jeder E-Mobilist seinen für ihn dort gültigen Tarif. Wird der Ladevorgang gestartet, kann der Nutzer die Ladedaten wie den Stromverbrauch und die anfallenden Kosten nachverfolgen. Das Kundenkonto bietet einen Überblick über die Historie aller Ladevorgänge inklusive Standzeit, Verbrauch und Kosten.
Neben öffentlichen Lademöglichkeiten beraten die Stadtwerke auch zum Thema Laden zu Hause. Zudem verkauft das Unternehmen Wallboxen sowie mobile Ladeeinrichtungen und bietet seinen Kunden einen speziellen Ladestromtarif.

### Bäder
Vier öffentliche Bäder werden von der Stadtwerke Bayreuth Verkehr und Bäder GmbH betrieben.

#### Lohengrin Therme Bayreuth

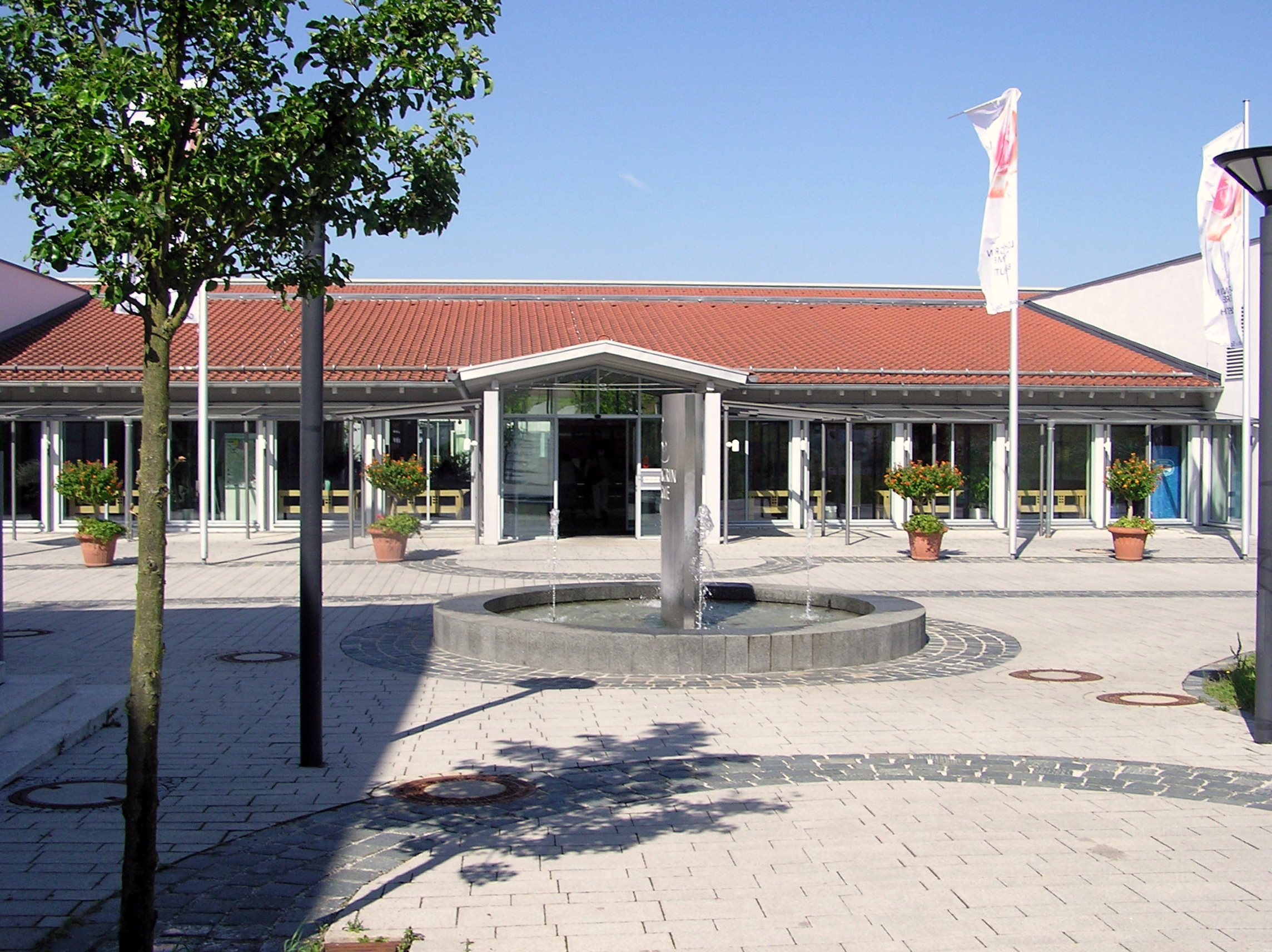
Eingangsbereich der Lohengrin Therme

Die Lohengrin Therme ist ein anerkannter Heilquellenkurbetrieb für ambulante Badekuren am östlichen Rand von Bayreuth. Sie wurde 1999 eröffnet und 2005 im Sauna- und Wellnessbereich erweitert. In der Lohengrin Therme werden Heilanwendungen und Physiotherapie angeboten. Kinder unter sechs Jahren haben keinen Zutritt.

#### Stadtbad Bayreuth
Das Stadtbad ist ein Hallenbad im Zentrum Bayreuths. Es ist für Familien geeignet und bietet ein Mehrzweckbecken mit Massagedüsen, Wasserfall und Bodensprudler, einen Whirlpool, ein Dampfbad, zwei Textilsaunen, ein Planschbecken für Kinder und eine Kleinschwimmhalle für Schwimmkurse. Die dazugehörige Sauna wurde 2015 geschlossen. Neben Fitnessangeboten wie Aqua Gym ist seit 2015 ein Fitness-Studio an das Stadtbad angeschlossen, das von der schwedischen Kette Actic Fitness betrieben wird und darauf ausgelegt ist, Training im Studio und im Wasser zu kombinieren.
Seit Juni 2022 war es im Gespräch, das Stadtbad zugunsten einer Fernwärmeheizzentrale endgültig zu schließen. Dieses Vorhaben wurde jedoch nach Protesten der Bürger vom Stadtrat abgelehnt.

#### Kreuzsteinbad Bayreuth

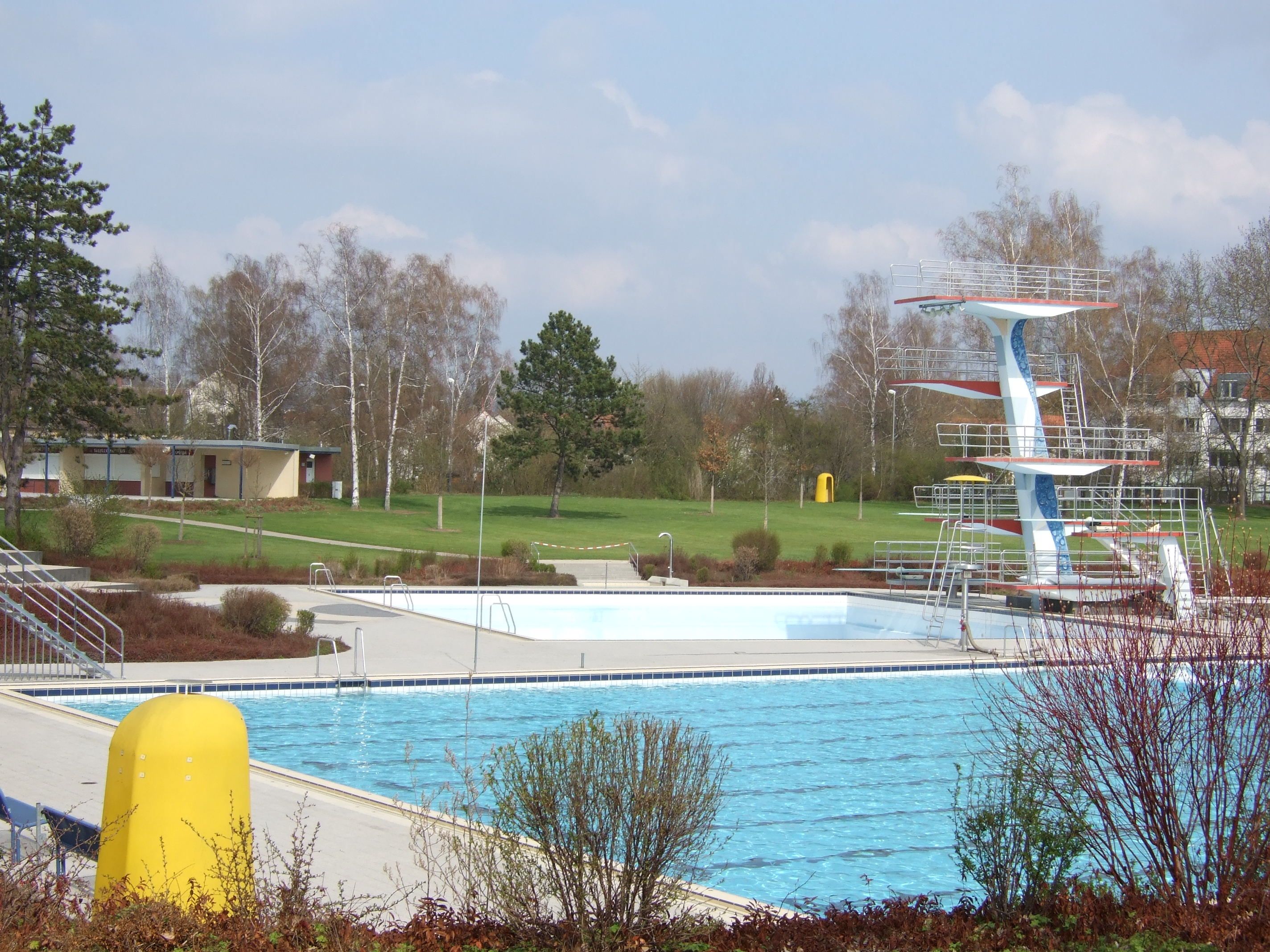
Kreuzsteinbad: Schwimmbecken und Sprungbecken mit 10-m-Sprungturm

Das Kreuzsteinbad ist das größte öffentliche Freibad in Bayreuth. Es liegt nahe der Universität Bayreuth und der Jugendherberge. Neben einem Sprungbecken mit 10-m-Sprungturm und einem 50-m-Schwimmerbecken bietet das Kreuzsteinbad ein Wellenbad mit Wasserfall, Wasserspeiern, Strömungskanal und einer 85-m-Wasserrutsche sowie ein Kinderbecken mit Kinderrutsche und Blubberbucht. Darüber hinaus stehen zwei Streetbasketball-, zwei Beachvolleyball- und zwei Badmintonfelder, ein Fußballfeld mit Bolzplatztoren und sechs Tischtennisplatten in einer überdachten Halle kostenlos zur Verfügung.

#### Freiluftbad Bürgerreuth
Direkt neben dem Richard-Wagner-Festspielhaus liegt das Freiluftbad Bürgerreuth. Den Badegästen stehen hier eine Liegewiese, eine Tischtennisplatte sowie ein Kiosk zur Verfügung. Die angegliederte Kneippanlage kann kostenlos benutzt werden und verfügt über ein Kneippbecken zum Wassertreten und eines für Armgüsse.

### Telekommunikation
Seit 1997 vermieten die Stadtwerke Bayreuth Lichtwellenleiter (Glasfaserkabel) an Firmen und Behörden im Stadtgebiet. Dadurch können Kunden auf schnelles Internet zugreifen, aber auch die EDV-Vernetzung oder die Schaltung von Telefonanlagen verschiedener Standorte zu einer Anlage ist mit Glasfaserkabeln möglich.

## Engagement

### Energieberatung
Die Stadtwerke Bayreuth verfügen über  ausgebildete Energieberater, die Kunden im Bereich Energieeffizienz beraten. Hierzu gehört die Analyse des Stromverbrauchs inklusive Ausarbeitung von Stromspartipps sowie Beratung hinsichtlich Heizungsanlagen, beispielsweise bei Modernisierungsmaßnahmen oder beim Neubau.
Zudem bieten die Stadtwerke Bayreuth ihren Kunden eine kostenlose Solarstromberatung. Hierbei klären die Energieberater der Stadtwerke Bayreuth, ob sich die Dachfläche des Kunden grundsätzlich eignet, wie groß die Photovoltaikanlage dimensioniert sein sollte und ob sich ein Speicher möglicherweise lohnt. Sind diese Punkte geklärt, holen die Stadtwerke Bayreuth ein unverbindliches Angebot ein. Sollte sich der Kunde für das Angebot entscheiden, unterstützen die Stadtwerke-Energieberater bei der Abnahme der fertig installierten Photovoltaikanlage.

### Sponsoring: Sport-, Kultur- und Sozialvereine
Die Stadtwerke Bayreuth unterstützen Bayreuther Sport-, Kultur- und Sozialvereine sowie gemeinnützige Projekte und Veranstaltungen mit direktem lokalem Bezug zu den Themen Energie und Trinkwasser. Darüber hinaus werden Schulen im Stromnetzgebiet von den Stadtwerken unterstützt.

### Schulkooperation
Die Stadtwerke Bayreuth bieten Schulklassen kostenlose Werksbesichtigungen an, die das Ziel haben, den Schülern Zusammenhänge aus den Bereichen Energie und Wasser verständlich zu machen.
Die Besichtigungen können in der Netzleitstelle, in der Erdgasübernahmestation, im Hochbehälter/Entsäuerungsanlage Eichelberg sowie im Pumpwerk Eichelacker stattfinden.
Zur Unterrichtsgestaltung halten die Stadtwerke Bayreuth für Schulklassen kostenloses Material zu den Themen Energie und Wasser vor.

### Förderprogramm
Die Stadtwerke Bayreuth fördern im Rahmen des Programms „Energie sparen & Klima schützen“ den Kauf energieeffizienter Heizungen und stromsparender Haushaltsgeräte. Zudem unterstützt das Unternehmen den Kauf von Elektroautos mit einem Beitrag in Höhe von 250 Euro. Das Förderprogramm richtet sich an Kunden des Unternehmens.

## Konzernstruktur
Alleinige Gesellschafterin der Stadtwerke Bayreuth Holding GmbH ist die Stadt Bayreuth. Die Holding hält 75,1 Prozent der Anteile der Stadtwerke Bayreuth Energie und Wasser GmbH, 100 Prozent der Stadtwerke Bayreuth Verkehr und Bäder GmbH sowie 100 Prozent der Stadtwerke Bayreuth Energiehandel GmbH. An der Stadtwerke Bayreuth Energie und Wasser GmbH ist die Bayernwerk AG zu 24,9 Prozent beteiligt.
Beteiligungen der Stadtwerke Bayreuth Energie und Wasser GmbH:
- BHB Biomasseheizwerk Bayreuth GmbH
- Windpark Lindenhardt Verwaltungs-GmbH (gleichzeitig Komplementärin der Windpark Lindenhardt GmbH & Co. KG)
- Windpark Lindenhardt GmbH & Co. KG
- Frankenmetering Verwaltungs-GmbH (gleichzeitig Komplementärin der Frankenmetering GmbH & Co. KG)
- Frankenmetering GmbH & Co. KG

Die Stadtwerke Bayreuth Verkehr und Bäder GmbH ist mit 3,8 Prozent an der Verkehrsverbund Großraum Nürnberg GmbH (VGN) beteiligt.